# أندريا أماتي

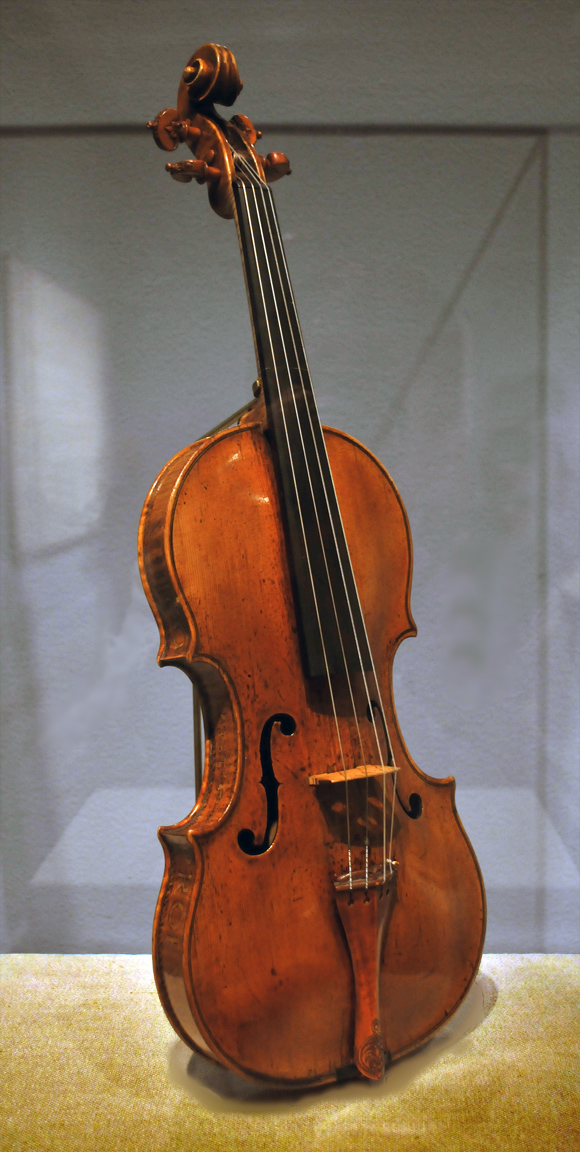
هذا الكمان المجود في متحف الميتروبوليتان للفنون، هو إحدى الآلات التي تم صنعها ليتم العزف عليها في زواج فيليب الثاني ملك أسبانيا للملكة إليزابيث من فالوا في القرن السادس عشر (عام 1559). لذلك يعتبر هذا الكمان من أقدم آلات الكمان التي عرفها التاريخ.

أندريا أماتي كان صانع آلات وترية من مدينة كريمونا في إيطاليا.
أاشتهر اندريا في صنع أول مجموعة من آلات الكمان في شكلها الحالي.
وفقا للمتحف الوطني للموسيقى في مدينة فرميليون في داكوتا الجنوبية: تبلور شكل آلة الكمان ومشتقاتها كما نعرفه اليوم في ورشة اندريا أماتي في أواسط القرن السادس عشر (بين عام 1505 و عام 1577).
نجت بعض الآلات التي قام اندريا أماتي بصنعها حتى يوما الحالي، ولا يزال يُعزَف على بعض آلات أماتي.
كثير من الآلات التي لا تزال موجودة في يومنا هذا تم إيجادها في شحنة من 38 آلة كانت مرسلة للملك تشارلز التاسع من فرنسا عام 1564.

## دوره في تطوير آلة الكمان الحديثة
بحسب سيرة اندريا أماتي الذاتية والتي كتبها المؤرخ روجر هارغريف، يعتبر اندريا أماتي أحد أكبر المرشحين من بين العلماء الذين أقدموا على "اختراع الكمان." أما المرشحين الآخرينا فأحدهما اسمه فوسن وهو من مواليد ألمانيا، والمرشح الآخر اسمه جاسبارو' دا سالو من مدينة بريشيا.
كان للكمان ثلاثة أوتار قبل بدأ حياة اندريا أماتي المهنية. لذلك يعود لاندريا أماتي الفضل في صنع أول كمان بأربعة أوتار. كما قام المؤرخ لورانس ويتن أيضا بتوثيق اندريا أماتي وجاسبارو' دا سالو، وبيليغرينو دي ميشيلي من مدينة بريشيا أيضا، وكذلك فينتورا دي فرانشيسكو دي ماشيتي لينارول من البندقية في قائمة لأول صناع الكمان ذو أربعة أوتار.
كانت آلات الكمان التي صنعها اندريا أماتي أصغر من الكمان الحديث حجما، وتميز بخصر نحيف جدا، وزوايا واسعة، ورأس مفاتيح وهيكل محفور بزخارف أنيقة.
كان أبناء أندريا أماتي الأثنين أنطونيو أماتي وجيرولامو أماتي وحفيده نيكولو أماتي أيضا من ذوي المهارات الغالية في صناعية آلة الكمان. بل واشتهر نيكولو أماتي، حفيد زندريا أماتي، بتدريب وارشاد أشهر صناع آلة الكمان، بما في ذلك أنطونيو ستراديفاري و أندريا غوارنييري.

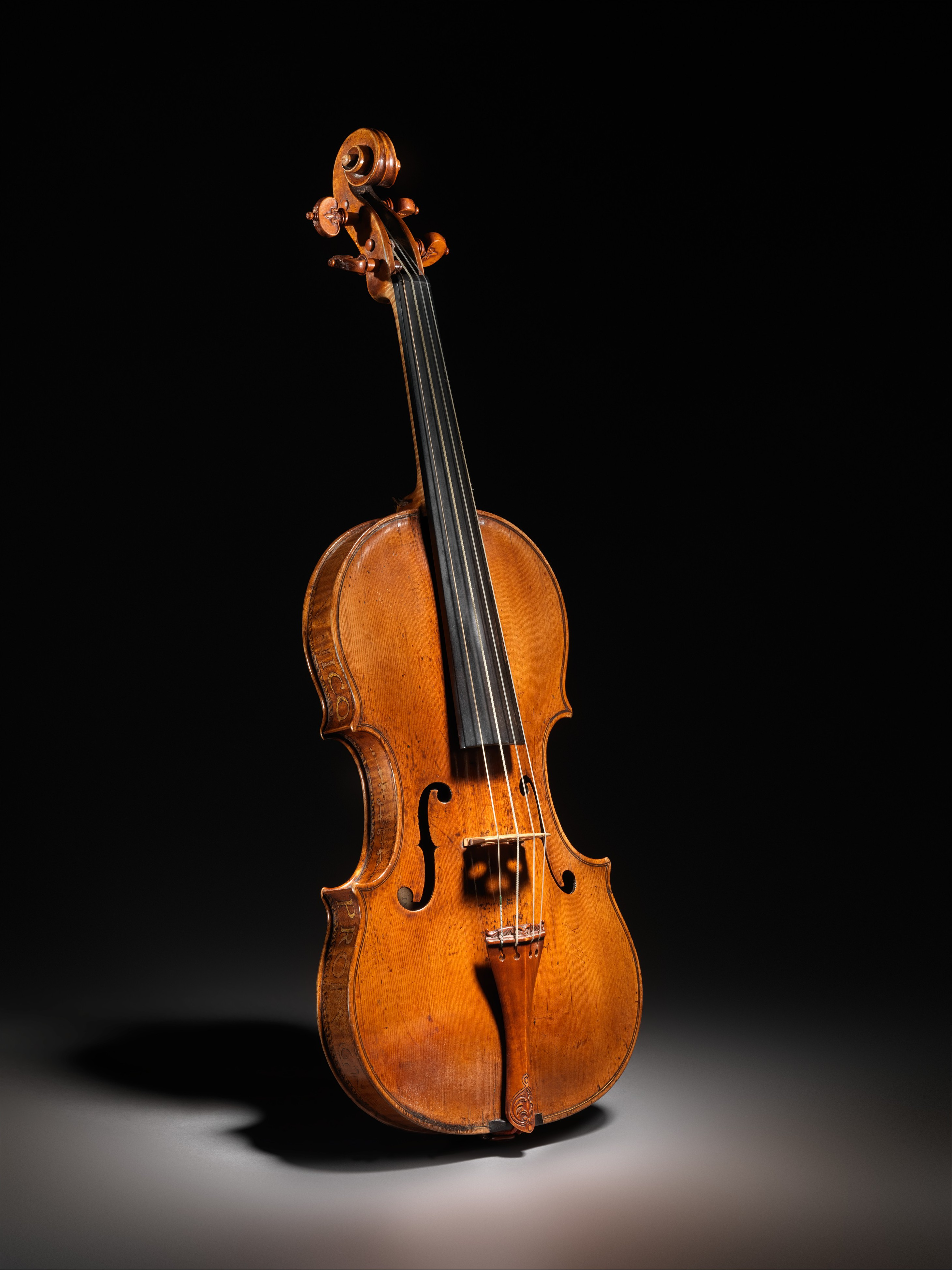
إحدى آلات الكمان التي صنعها اندريا أماتي في عام 1560، عرف بإسم إكس-كرتز، ومعروض حاليا في متحف الميتروبوليتان للفنون.